# Riccardo Pazzaglia
Riccardo Pazzaglia (* 12. September 1926 in Neapel; † 4. Oktober 2006 in Rom) war ein italienischer Autor, Drehbuchautor und Filmregisseur.

## Leben
Pazzaglia legte 1952 ein Diplom am Centro Sperimentale di Cinematografia ab und begann beim Film als Regieassistent. Bald schrieb er zahlreiche Drehbücher für Komödien und Abenteuerfilme. Daneben verfasste er auch zahlreiche Liedtexte für Stücke von z. B. Domenico Modugno sowie für den italienischen Hörfunk, bei dem er u. a. für Formate wie „Radio ombra“ und „L'altra radio“ arbeitete. Mit der vergnüglichen Komödie L'onorata società, in der Franco & Ciccio die Hauptrollen innehatten, debütierte Pazzaglia als Regisseur. Es sollten nur drei weitere Arbeiten für das Kino folgen, u. a. der unterschätzte Farfallon, in dem Franco Franchi die Parodie des Papillon-Helden spielte.
In den 1980er Jahren war Pazzaglia als philosophischer Gast in Renzo Arbores Fernsehshow Quelli della notte zu sehen und war nun wieder als Drehbuchautor (u. a. für Luciano De Crescenzo), Darsteller und Regisseur von Separati in casa 1985 gefragt, in dem er auch die Hauptrolle übernahm. Es erschienen eine Reihe Bücher von Pazzaglia, darunter Il brodo primordiale (1985), La stagione dei bagni (1987) und Partenopeo in esilio (1989). Er veröffentlichte weitere Werke bis zu seinem Tode; einige erschienen posthum.
Daneben war Pazzaglia auch für das Theater tätig und schrieb einige musikalische Revuen.

## Filmografie (Auswahl)
Drehbuch
- 1955: Rebell für die Freiheit (Il mantello rosso)
- 1957: Der Korsar vom roten Halbmond (Il corsaro della Mezzaluna)
- 1984: Also sprach Bellavista (Così parlò Bellavista) (& Darsteller)

Regie & Drehbuch
- 1961: L'onorata società
- 1974: Willkommen im Knast (Farfallon)
- 1985: Separati in casa (& Darsteller)